# Brett Kavanaugh
Brett Michael Kavanaugh (* 12. února 1965 Washington, D.C.) je právník a soudce ve Spojených státech amerických. Od roku 2006 působil na federálním odvolacím soudě ve Washingtonu. V červenci 2018 byl prezidentem Donaldem Trumpem nominován a v říjnu 2018 schválen Senátem Spojených států do funkce soudce Nejvyššího soudu Spojených států.

## Původ, studium a rodinný život
Kavanaugh se narodil do katolické právnické rodiny, z obou stran irského původu. Jeho matka Martha Gamble Kavanaugh roz. Murphy byla federální soudkyně, otec Everett Edward Kavanaugh Jr. byl advokát a lobbista pro svaz kosmetického průmyslu. Syn Brett vyrůstal v Bethesdě ve státě Maryland, což je tzv. Census-designated place na předměstí Washingtonu, D.C. Navštěvoval jezuitskou střední školu Georgetown Preparatory School v blízkém sídlišti North Bethesda. Poté vystudoval právo na prestižní Yaleově univerzitě v New Havenu ve státě Connecticut, která patří do tzv. Ivy League. Složil zkoušky jako bakalář v roce 1987 a doktor práv v roce 1990.
Jeho žena Ashley Estes Kavanaugh byla osobní referentkou prezidenta George W. Bushe v Bílém domě. Manželství uzavřeli v roce 2004 a mají spolu dvě dcery. Rodina žije v malé obci Chevy Chase Section Five ve státě Maryland. V této obci v Montgomery County, která měla v roce 2016 podle odhadu 711 obyvatel, je Ashley Kavanaugh od roku 2016 administrativní správkyní s platem 66 000 dolarů ročně.
Brett Kavanaugh se jako běžec zúčastnil Bostonského maratonu v letech 2010 a 2015. Často běhal i na kratší vzdálenosti od 5 do 16 km. Jako federální soudce zatím vydělával 220 600 dolarů ročně. Kromě toho učí na prestižní Harvard Law School, za což mu v roce 2017 náleželo 27 000 dolarů honoráře. Podle časopisu Time má rodina dům v hodnotě jednoho milionu dolarů, avšak jen malé úspory.

## Právnická kariéra do roku 2018
Po dokončení právnického studia pracoval Kavanaugh nejprve jako asistent soudce pro dva federální soudce odvolacích soudů, Waltera Kinga Stapletona a Alexe Kozinského. Pak byl na roční stáži u Kennetha „Kena“ Starra, tehdy nejvyššího státního zástupce USA. Potom pomáhal soudci Nejvyššího soudu Anthonymu Kennedymu, jehož nástupcem na tomto soudě se stal v roce 2018.
Následně pomáhal Kavanaugh opět Kenu Starrovi, tentokrát v jeho roli tzv. nezávislého vyšetřovatele. Byl hlavním autorem Starrovy zprávy, což byla zpráva pro Kongres Spojených států amerických, pojednávající o výsledcích vyšetřování tehdejšího prezidenta USA Billa Clintona v otázce jeho aféry s Monikou Lewinskou. Později pracoval Kavanaugh v právní firmě Kirkland & Ellis.
Po zvolení George W. Bushe prezidentem USA v roce 2001 se Kavanaugh stal součástí jeho podpůrných týmů; od roku 2003 jako sekretář ve štábu Bílého domu (White House Staff Secretary). Od roku 2006 – až do svého zvolení jako soudce Nejvyššího soudu – byl federálním soudcem na odvolacím soudě (United States court of appeals) ve Washington, D.C. Do této funkce jej prezident George W. Bush nominoval ještě v roce 2003, ale Kavanaughova kandidatura vyvolala značný odpor demokratických senátorů, v důsledku čehož jej Senát USA v této funkci definitivně potvrdil až po třech letech, v květnu 2016.

## Nominace do Nejvyššího soudu USA

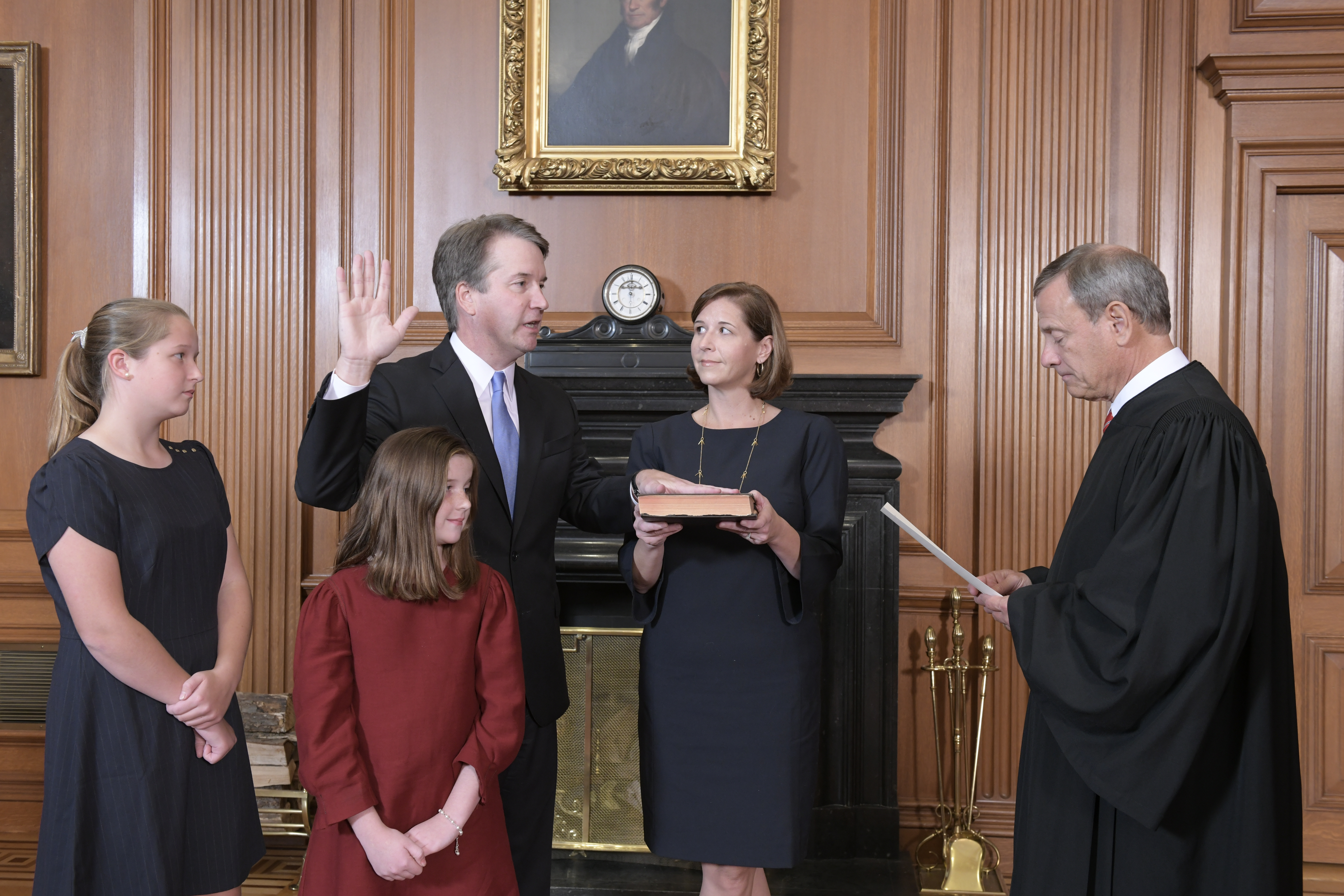
Brett Kavanaugh skládá 7. října 2018 ústavou předepsanou přísahu do rukou předsedy Nejvyššího soudu Johna G. Robertse. Uprostřed jeho manželka Ashley držící bibli, vlevo jejich dvě dcery.

V červenci 2018 jej americký prezident Donald Trump nominoval na místo soudce Nejvyššího soudu Spojených států. Schvalování Kavanaughovy kandidatury začalo začátkem září 2018.
Krátce po Kavanaughově nominaci obdržela senátorka za Demokratickou stranu a členka justičního výboru Senátu USA Dianne Feinsteinová dopis od profesorky psychologie Christine Blasey Fordové, v němž tato žena tvrdila, že se ji Kavanaugh ještě jako středoškolák v roce 1982, tedy před 36 lety, pokusil na studentském večírku znásilnit. Přála si, aby její sdělení nebylo uveřejněno, což ale Feinsteinová nedodržela. Německý deník Frankfurter Allgemeine Zeitung napsal, že když senátoři Demokratické strany neměli úspěch se svými pokusy nastražit Kavanaughovi při jeho slyšení nějakou past, bylo jméno Fordové a její údajné znásilnění vyjeveny na veřejnost a celá záležitost se stala kauzou při procesu Kavanaughova schvalování Senátem.
Sám kandidát Kavanaugh toto nařčení rozhodně odmítl a pro tvrzení Fordové nebyly předloženy žádné právně použitelné důkazy. V důsledku obvinění bylo nicméně hlasování o schválení nominace odloženo. Sama Fordová koncem září popsala okolnosti údajného skutku v emotivním slyšení před právním výborem Senátu, přičemž tvrdila, že si je stoprocentně jista, že útočníkem měl být právě Kavanaugh.
V této fázi schvalovacího jednání vystoupil před právním výborem Senátu velmi emotivně také „obviněný“ Brett Kavanaugh. Opět odmítl veškerá „obvinění“ ze sexuálního ohrožování a vyjádřil se ve velkém vzrušení, že celá záležitost je „politickým hitem levicových aktivistů“. Dále prohlásil, že čelí „pomstě na objednávku Clintonových“ za své autorství tzv. Starrovy zprávy o sexuální aféře prezidenta Billa Clintona, která by mohla vést ke „zničení jeho rodiny a jeho jména“. Jako odezvu tohoto Kavanaughova svědectví podepsalo více než 600 profesorů práv otevřený dopis, ve kterém žádali, aby Senát USA nepotvrdil Kavanaugha jako soudce Nejvyššího soudu, protože „nepředvedl nestrannost a soudcovský temperament potřebný na to, aby zasedl na nejvyšším soudu naší země“.
Přesto právní výbor Senátu následně podpořil Kavanaughovu kandidatoru nejtěsnějším poměrem hlasů; všech 11 republikánských členů výboru hlasovalo pro ni, všech 10 demokratů bylo proti ní. Poté však na naléhání republikánského senátora Jeffa Flakea z Arizony požádal právní výbor prezidenta Trumpa, aby povolil dodatečné prošetření případu Federálním úřadem pro vyšetřování (FBI). Trump tomuto požadavku vyhověl. Přibližně po týdnu jak úřad prezidenta tak senátní právní výbor obdrželi hotovou vyšetřovací zprávu.
V pátek 5. října 2018 rozhodl Senát poměrem hlasů 51 : 49, že rozprava o Kavanaughově kandidatuře je ukončena. Již tento poměr hlasů naznačoval, že kandidát bude Senátem potvrzen. Ještě ale byly organizovány velké demonstrace jeho odpůrců na mnoha místech USA, zvláště však před Kapitolem. V sobotu 6. října 2018 bylo provedeno závěrečné jmenovité hlasování v plénu Senátu, přičemž Kavanaugh obdržel 50 hlasů senátorů (slovem Yea), proti němu (slovem Nay) hlasovalo 48 senátorů. V ten den nebyl ve Washingtonu přítomen republikánský senátor Steve Daines, který byl ve svém domovském státě Montaně přítomen na svatbě své dcery. Republikánská senátorka Lisa Murkowski ze státu Aljaška se zdržela hlasu. Demokratický senátor Joe Manchin ze státu Západní Virginie hlasoval pro Kavanaugha. Prezident Trump podepsal jeho jmenovací dekret na palubě letadla Air Force One na cestě do Kansasu na shromáždění svých stoupenců. Krátce poté složil Kavanaugh přísahu do rukou předsedy Nejvyššího soudu Johna G. Robertse a stal se jeho novým členem jako 114. soudce v historickém pořadí.

## Soudce Nejvyššího soudu USA
Podle názoru pozorovatelů by se Kavanaugh vzhledem ke svým značně konzervativním názorům – je mj. odpůrcem potratů i stejnopohlavních sňatků – a doposud vyrovnanému počtu konzervativních a liberálních soudců mohl stát „rozhodujícím hlasem“ v rámci Nejvyššího soudu USA. Tuto úlohu v instituci doposud plnil jeho předchůdce Anthony Kennedy.

## Přísaha viceprezidenta
- 20. ledna 2025 J. D. Vance